# Raionul Kupeansk, Harkov
Kupeansk (în ucraineană Куп'янський район, transliterat: Kup'eanskîi raion) este un raion în regiunea Harkiv, Ucraina. Are reședința la Kupeansk.
Are o suprafață de 1.280,3 km² și 4.618,1 km². Populația este de 137.200 locuitori, determinată în 2020.